# Trematodon mackayi
Trematodon mackayi là một loài rêu trong họ Bruchiaceae. Loài này được R. Br. bis Broth. mô tả khoa học đầu tiên năm 1901.